# Ursulinenklooster (Weert)
Het Ursulinenklooster is een voormalig klooster te Weert, gelegen aan Langstraat 20a t/m e, in de Nederlandse gemeente Weert.
Het gebouw kwam tot stand in 1876 en werd opgetrokken in Duitse neogotiek. Het pand ernaast is uit het eerste kwart van de 19e eeuw. Het complex werd betrokken door de zusters Ursulinen die ten gevolge van de Kulturkampf uit Duitsland (Dorsten) werden verdreven. Zij stichtten in Weert ook een pensionaat (1883) en een school (1895). In 1989 echter vertrokken de zusters. Alle gebouwen achter in het complex werden gesloopt, enkel de neogotische Mariakapel en het hoofdgebouw bleven bewaard. De kapel, voorzien van een dakruiter en enkele torentjes op de voorgevel, en het hoofdgebouw werden omgebouwd tot winkelcentrum. In het pand ernaast kwam horeca.